# Scream for Me Brazil
Scream For Me Brazil —en español: Grita para mi, Brasil— es un álbum en vivo de Bruce Dickinson, publicado en 1999 por Sanctuary Records. Fue grabado en Brasil durante la gira promocional del disco The Chemical Wedding. La banda constaba de los mismos músicos que grabaron los exitosos discos Accident of Birth de 1997 y el mencionado The Chemical Wedding, de 1998.

## Lista de canciones
1. "Trumpets of Jericho"
2. "King In Crimson"
3. "Chemical Wedding"
4. "Gates of Urizen"
5. "Killing Floor"
6. "Book of Thel"
7. "Tears of the Dragon"
8. "Laughing In The Hiding Bush"
9. "Accident of Birth"
10. "The Tower"
11. "Darkside of Aquarius"
12. "The Road To Hell"

## Personal
- Bruce Dickinson - Voz
- Adrian Smith - Guitarra
- Roy Z - Guitarra
- Eddie Cassillas - Bajo
- Dave Ingraham - Batería